# Matthew Pattison
Pour les articles homonymes, voir Pattison.
Matthew Joseph Pattison est un footballeur sud-africain né le 27 octobre 1986 à Johannesbourg. Il évolue au poste de milieu avec South Shields.

## Carrière
- 2005-2008 : Newcastle United ( Angleterre)
  - 2007-2008 : Norwich City ( Angleterre)
- 2008-2009 : Norwich City ( Angleterre)
- 2009-2012 : Mamelodi Sundowns ( Afrique du Sud)
- 2012 : Engen Santos ( Afrique du Sud)
- 2012-201. : Bidvest Wits ( Afrique du Sud)